# Titulaire (musique)
Pour les articles homonymes, voir Titulaire.
En musique, le titulaire est l'organiste attitré d'un orgue. Il est responsable de l’instrument qui lui est confié, par délégation du curé affectataire, lui même responsable vis-à-vis  de l’autorité propriétaire. En France, les organistes titulaires sont généralement issus des Conservatoires.

## Nomination
La nomination d’un organiste titulaire est réalisée en reconnaissance de compétences techniques et musicales notamment en termes de :
- Connaissances liturgiques
- Accompagnement
- Improvisation
- Connaissance du répertoire

Un organiste titulaire est nommé par le clergé affectataire, soit par recrutement, soit à la suite d’un concours, généralement organisé pour les tribunes prestigieuses, comme par exemple les grandes orgues d'Aristide Cavaillé-Coll dans les églises importantes, abbayes, basiliques ou cathédrales à Paris, Saint-Denis, Rouen, Toulouse...
Le titulaire est, en outre, responsable de son utilisation par des organistes adjoints ou visiteurs. Toute demande d’activité autour de l’orgue ne peut se faire qu’en collaboration entre l’affectataire et l’organiste. Il contribue au rayonnement de son instrument par l’organisations de concerts, ou la création de classes d’orgue.
Même si certains organistes, comme Pierre Pincemaille, défendent la présence d'un unique titulaire par tribune, il peut y avoir nomination de co-titulaires (comme Thomas Ospital et Baptiste-Florian Marle-Ouvrard à l'église Saint-Eustache de Paris).
Un titulaire principal peut avoir des titulaires adjoints ou suppléants, comme Marcel Dupré fut suppléant de Charles-Marie Widor). Un ancien titulaire peut poursuivre une activité en tant que titulaire honoraire (comme Suzanne Chaisemartin à l'église Saint-Augustin de Paris, ou se voir conférer le titre de « titulaire émérite » (comme Daniel Roth à l'église Saint-Sulpice de Paris).
Dans les églises possédant un orgue de tribune et un orgue de chœur, un titulaire peut être nommé sur chacun de ces instruments (c'est le cas par exemple à l'église de la Sainte-Trinité de Paris, où Carolyn Shuster Fournier est titulaire de l'orgue de chœur).